# Göllnitztalbahn
|                                             |       |                                |                                |
| Strecke                                     |       | von Bohumín                    | von Bohumín                    |
| Bahnhof                                     | 0,000 | Margecany früher Margitfalva   | Margecany früher Margitfalva   |
| Blockstelle                                 | 0,806 | Abzw Margecany Stavadlo 2      | Abzw Margecany Stavadlo 2      |
| Abzweig geradeaus, nach links und von links |       | nach Košice                    | nach Košice                    |
| Brücke über Wasserlauf                      |       | Stausee Ružín                  | Stausee Ružín                  |
| Brücke über Wasserlauf                      |       | Hnilec                         | Hnilec                         |
| Haltepunkt / Haltestelle                    | 4,160 | Jaklovce früher Jekelfalva mh. | Jaklovce früher Jekelfalva mh. |
| Haltepunkt / Haltestelle                    | 5,756 | Žakarovce früher Zakárfalva    | Žakarovce früher Zakárfalva    |
| Bahnhof                                     | 7,542 | Gelnica früher Gölniczbánya    | Gelnica früher Gölniczbánya    |
| Strecke                                     |       | seit 1936 nach Červená Skala   | seit 1936 nach Červená Skala   |

| Kopfbahnhof Streckenanfang (Strecke außer Betrieb) | 0  | Gelnica früher Gölniczbánya                        | Gelnica früher Gölniczbánya                        |
| Strecke (außer Betrieb)                            |    | (Spurwechselbahnhof; Anschluss von Margecany)      | (Spurwechselbahnhof; Anschluss von Margecany)      |
| Haltepunkt / Haltestelle (Strecke außer Betrieb)   | 1  | Gelnica mesto z früher Gölniczbánya város mh.      | Gelnica mesto z früher Gölniczbánya város mh.      |
| Haltepunkt / Haltestelle (Strecke außer Betrieb)   | 8  | Prakovce früher Prakfalva mh.                      | Prakovce früher Prakfalva mh.                      |
| Haltepunkt / Haltestelle (Strecke außer Betrieb)   | 12 | Helcmanovce früher Nagykunczfalva mh.              | Helcmanovce früher Nagykunczfalva mh.              |
| Haltepunkt / Haltestelle (Strecke außer Betrieb)   | 16 | Mníšek nad Hnilcom früher Szepesremete             | Mníšek nad Hnilcom früher Szepesremete             |
| Haltepunkt / Haltestelle (Strecke außer Betrieb)   | 20 | Smolnícka Píla früher Szomolnokhutai fürész        | Smolnícka Píla früher Szomolnokhutai fürész        |
| Kopfbahnhof Streckenende (Strecke außer Betrieb)   | 26 | Smolnícka Huta früher Szomolnokhuta (Stoósz fürdó) | Smolnícka Huta früher Szomolnokhuta (Stoósz fürdó) |
|                                                    |    |                                                    |                                                    |

Die Göllnitztalbahn (ung. Gölniczvölgyi vasuti társaság; GVT) war eine private Lokalbahn in der Slowakei. Deren Strecke zweigte in Margecany von der Bahnstrecke Košice–Bohumín der Kaschau-Oderberger Bahn ab und führte im Tal des Hnilec (Göllnitz) über Gelnica (Göllnitz) nach Smolnícka Huta (Schmöllnitzhütte). Der noch existierende Abschnitt Margecany–Gelnica ist normalspurig ausgeführt. Die Weiterführung bis Smolnícka Huta war eine meterspurige Schmalspurbahn, die seit 1965 stillgelegt ist.
Im karpatendeutschen Volksmund war die Strecke als Hüttenbähnlein, im regionalen Dialekt: Hettnabahnal bekannt.

## Geschichte
→Siehe auch: Bahnstrecke Margecany–Červená Skala
Eröffnet wurde die Gesamtstrecke am 27. Dezember 1884. Den Betrieb führte die Kaschau-Oderberger Bahn auf Rechnung der Gölniczvölgyi vasuti társaság aus, ab 1921 nach deren Verstaatlichung die Tschechoslowakischen Staatsbahnen (ČSD).
Bedeutsam war die Göllnitztalbahn vor allem in den Anfangsjahren für den Abtransport der im Göllnitztal geförderten Erze. Am Bahnhof Žakarovce befand sich die Marienhütte, welche die bei  Žakarovce geförderten Erze verarbeitete. Von 1884 bis 1899 verband eine schmalspurige, als Zahnradbahn ausgeführte Industriebahn die Bergwerksanlagen im Gebirge mit der Bahnstation Žakarovce. 
→ Siehe auch: Industriebahn Žakarovce
Mit der Gründung der Tschechoslowakei nach dem Ersten Weltkrieg und der damit verbundenen Änderung der Verkehrsströme bestand ein großer Bedarf an leistungsfähigen Ost-Westverbindungen. In diesem Zusammenhang war auch die Fortführung der Göllnitztalbahn als Hauptbahn parallel zum Slowakischen Erzgebirge nach Červená Skala geplant. Anfang der 1930er Jahre begann der Bau der schwierig trassierten Verbindung, welcher sich über mehrere Jahre hinzog. 
In dem Zusammenhang wurde 1935 auch die Schmalspurbahn zwischen Gelnica und Mníšek nad Hnilcom aufgelassen und durch die neue Normalspurbahn ersetzt. Die restliche Schmalspurbahn bis Smolnícka Huta blieb erhalten, allerdings wurde der Reiseverkehr nun mit Bussen abgewickelt. Anschlussbahnhof zur Normalspur war nun Mníšek nad Hnilcom.
Während des Zweiten Weltkrieges wurde der Reisezugverkehr auf der Schmalspurbahn 1940 wieder aufgenommen. Der Fahrplan 1945/46 weist werktäglich sechs Reisezugpaare nach Smolnícka Huta aus. 1951 wurden die Bahnhöfe Smolnícka Píla in Smolnícka osada und Smolnícka Huta in Smolník umbenannt.
1961 wurde der Reiseverkehr wieder eingestellt. Der Güterverkehr wurde noch bis 1965 aufrechterhalten, dann wurde die Strecke endgültig stillgelegt.